# Elección presidencial de El Salvador de 1903
La elección presidencial de El Salvador de 1903 se llevó a cabo el 16 de febrero de 1903.